# Donya
Donya kom ut år 2008 och är ett album av den iransk-svenska musikern Arash Labaf.

## Låtar
1. Intro
2. Donya (featuring Shaggy)
3. Suddenly (featuring Rebecca)
4. Miduni Midunam
5. Kandi (featuring Lumidee)
6. Pure Love
7. Naro
8. Chori Chori (featuring Aneela)
9. Laf Laf
10. Joone Man
11. Tanham
12. Doset Nadaram
13. Dasa Bala (featuring Timbuktu)
14. Donya (Payami Break Mix)